# 张松 (东汉)
張松（？—212年），字子喬，東漢末年蜀郡成都（今屬四川）人，益州別駕，益州牧劉璋的部下。

## 生平
張松原來是東漢末年益州（巴蜀）牧劉璋屬下，擔任別駕。
曹操下荊州擊退劉備時，和兄長張肅被劉璋指示出使曹操，然而曹操對張松態度相當傲慢，當時曹操主薄楊脩看得起張松，楊脩勸曹操重用都被拒絕。之後楊脩要求曹操將自身著作的兵法給張松看，張松在宴會上將那些內容看過一眼後全都背誦一遍，這時候楊脩驚奇，之後張松抱怨曹操怠慢自己而回歸益州。
211年，益州牧劉璋聽說曹操將派遣鍾繇等人進兵漢中，討伐張魯，劉璋因而心懷恐懼。此時，張松擔任別駕從事蜀郡，想著之前出使被曹操冷遇怠慢，向劉璋提議說：「曹操兵力強盛，天下無人能敵，如果張魯的漢中遭曹操接收，曹操如要攻擊我們巴蜀土地更為便利，誰能抵抗他呢？」劉璋說：「我的確甚為擔心，卻無計可施。」張松就接著說：「劉備（擔任豫州的官，人稱『劉豫州』）是大人您的宗親，更是曹操水火不容深仇的死敵，善於用兵作戰，如果邀請他作為援軍幫忙討伐張魯，張魯必不敢打我們川蜀的主意，甚至有可能將張魯擊退。一旦張魯被擊退，則川蜀會益加強大，即使曹操率軍進犯，也無能為力。」劉璋同意他的說法，於是派遣部下法正與孟達率領四千人迎接劉備，帶去的錢財以巨億計。
劉備派遣諸葛亮、關羽、張飛和趙雲等人防守荊州，率領步卒數萬人進入益州。到達了涪縣，劉璋親自出迎，相見甚歡。劉備也會見張松、法正，施予很大的恩惠，刻意攏絡，獻盡殷勤。劉備請教兩人後巴蜀 (今四川) 的道路行程、山川險要、峽谷橋樑、關卡隘口、軍營重鎮、府庫錢糧，及各大軍事要塞距離遠近等機密，張松等人均加以詳細解說，繪製地圖，提供山川地理資料給劉備。劉備因而掌握了益州的具體情況。
後來張松認為劉備才是明君，私下請法正對劉備和龐統建議可以取代劉璋。劉備覺得太倉卒，沒有答應。後來劉備以荊州關羽和江東孫權被曹操進攻為由，向外宣稱要撤離川蜀回軍救援荊州，要求劉璋再給予一萬兵和三萬石糧草，但劉璋只同意給予四千兵和一萬五石糧草，不滿意劉璋提供支援的兵馬糧草未達他的要求。劉備佯怒對部下說道：「我為川蜀出生入死、征討張魯、兵馬疲弊，無暇休息；現今劉璋吝嗇財富而不用於賞功，又希望我們能為他拚死力戰，這又怎可能！」張松不知道劉備真實用意，去信給劉備：「今大事垂可成立，如何釋此去乎（眼看就要大事底定，為何要撤離川蜀）？」兄長廣漢太守張肅知道張松已經心向劉備，意圖謀反，擔心受到張松的連累牽連；於是藉著這信使向劉璋檢舉家弟，張松被劉璋斬首，也成為劉備和劉璋交戰的導火線之一。
刘备在葭萌听到张松被杀的消息，无比愤怒，据《华阳国志》记载，刘备愤然说道：“君矫（张肃）杀了我的内应啊（君矫杀吾内主乎）！”

## 特徵
張松雖然矮小其貌不揚，放蕩並無視節操，跟哥哥張肅的內外在相反，然而張松識時務也很有才幹，記憶力很強，在益州地區是足智多謀的謀臣。

## 家庭
兄長
- 張肅，字君矯，廣漢太守。

子
- 張表，字伯達，在馬忠之後接任庲降都督。《华阳国志校补图注》的注里说他原是张肃之子，因为张肃告密使得张松一家被杀，刘备厌恶张肃而使张表为张松之子奉张松之后[5]。

## 评价
- 司马光：“益州别驾张松与正善，自负其才，忖璋不足与有为，常窃叹息。”（《资治通鉴·卷六十六》）
- 蔡东藩：“但张松法正并为璋臣，璋可辅则辅之，不可辅则去之；必卖主而求荣，殊非人臣之道，松之受诛宜也！法正特幸而脱祸耳，是可为后世之不忠者戒焉。”“食禄应思勉效忠，如何卖主妄邀功？西川未去头先落，奸猾由来少善终。”（《后汉演义》）

## 艺术形象

### 《三國演義》中的張松
《三國演義》寫張松字永年，可能是與另一名蜀地官員彭羕的表字混淆了。《演義》還描寫了張松與楊修、曹操鬥智的情節，其他的事蹟與正史基本相同。

### 影视
- 中國中央電視台電視劇《三國演義》（1994年）：张炬
- 中國電視劇《三国》（2010年）：刘亚津